# Notker I.

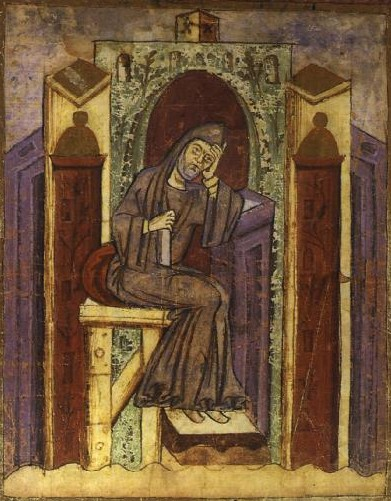
Notker Balbulus in einer Handschrift aus St. Gallen, 10. Jahrhundert

Notker I. von St. Gallen, auch Notker Balbulus oder Notker Poeta (deutsch Notker der Stammler oder Notker der Dichter) genannt, (* um 840 in Elgg oder Jonschwil; † 6. April 912 in der Fürstabtei St. Gallen) war ein bedeutender Gelehrter und Dichter der karolingischen Zeit. Sein Leben wird von Ekkehard IV. in dessen Casus sancti Galli geschildert.

## Leben
Notker stammte aus einer im Toggenburg beheimateten Familie. Als Waise gab ihn sein Pflegevater nach dem Tod der Eltern zur monastischen Erziehung ins Kloster St. Gallen. Laut Ekkehard erhielt er zusammen mit seinen Freunden Tuotilo und Ratpert die Grundlagen der Bildung von Iso und dem Iren Moengal. Früh schon habe er mit dem Textieren der weit geschwungenen gregorianischen Halleluja-Schlussmelismen begonnen. Nach eigenem Zeugnis (Widmung des Liber Ymnorum) wendete er dabei die von Iso übernommene syllabische Regel an (Isonische Regel). 
Neben seiner ab 880 immer reicher und kunstvoller werdenden Dichtung war er, nachweislich bis 909, auch als Urkundenschreiber tätig, daneben als Lehrer an der Klosterschule. Seinen Humor spiegeln die anekdotischen Gesta Karoli Magni wider, die aber auch wertvolle historische Nachrichten enthalten.
Der selbstgewählte Beiname Balbulus – „Stammler“ – soll sich auf einen Zahnfehler beziehen, der ihn beim Sprechen behinderte.

## Werke
Notkers 883 entstandenes Werk Gesta Karoli Magni gilt als eines der schönsten Erzählbücher des deutschen Mittelalters. Von ihm sind auch eine Vita sancti Galli und ein Sermo sancti Galli, die Märtyrergeschichte De sancto Stephano (um 883), die theologische Schrift notatio und ein Musterbuch für Briefe und Urkunden erhalten. Ausserdem verfasste er Gelegenheitsgedichte und geistliche Hymnen. Mit seinen vierzig lateinischen Sequenzen (Liber hymnorum, entstanden um 884 und Liutward von Vercelli gewidmet), die er (teilweise) auch selbst vertonte, wurde er zum wichtigsten geistlichen Lyriker der mittellateinischen Literatur. Ihm wurde die Antiphon Media vita in morte sumus zugeschrieben. Der Legende nach soll er sie gedichtet haben, als er sah, in welcher Gefahr Bauleute beim Bau einer Brücke über einem Abgrund schwebten. Die Antiphon ist aber wahrscheinlich schon um das Jahr 750 in Frankreich entstanden.

## Gedenktag
- evangelisch (als Ordensmann und Dichter): 6. April im Evangelischen Namenkalender[2]

- römisch-katholisch (als Seliger): 
  - nicht gebotener Gedenktag: 6. April
  - gebotener Gedenktag im Bistum St. Gallen: 7. Mai[3]

## Notker-der-Stammler-Rede
Seit 2016 veranstaltet die Stiftsbibliothek St. Gallen am 7. Mai eine Notker-der-Stammler-Rede in ihrem Barocksaal. Bisherige Redner waren:
- 2016: Abt Martin Werlen
- 2017: Jakob Kellenberger, ehemaliger Präsident des IKRK
- 2018: Mary McAleese, ehemalige Staatspräsidentin der Republik Irland
- 2019: Abtprimas Notker Wolf
- 2020: Thomas Hürlimann, Schriftsteller
- 2021: Ausfall wegen Corona
- 2022: Jacqueline Straub, Theologin
- 2023: Conrad Amber, Baum-Aktivist
- 2024: Sr. Philippa Rath, Benediktinerin
- 2025: Peter Sloterdijk, Philosoph[5]

## Diskographie
- Notker Balbulus: Sequenzen, Tropen etc. Ensemble Ordo Virtutum, Leitung: Stefan Johannes Morent, Christophorus 2011
- Digitale Repräsentation von Sequenzen Notkers der Stiftsbibliothek St. Gallen

## Werkausgaben
- Sequenzen. Ausgabe für die Praxis / Notker Balbulus. Eingerichtet von Stefan Morent, übersetzt von Franziska Schnoor und Clemens Müller. EOS Editions, Sankt Ottilien; Verlag am Klosterhof, St. Gallen 2017, ISBN 978-3-8306-7848-9.
- Notker: Gesta Karoli. In: Quellen zur karolingischen Reichsgeschichte. 3. Teil, herausgegeben von Reinhold Rau (FSGA 5), Darmstadt 1969, S. 321–427.
- Hans F. Haefele (Hrsg.): Scriptores rerum Germanicarum, Nova series 12: Notker der Stammler, Taten Kaiser Karls des Großen (Notkeri Balbuli Gesta Karoli Magni imperatoris) Berlin 1959 (Monumenta Germaniae Historica, Digitalisat)
- Wolfram von den Steinen: Notker der Dichter und seine geistige Welt. Francke, Bern 1948 (Darstellungsband und Editionsband; 2. Auflage Francke, Bern 1978, ISBN 3-7720-1378-3 und ISBN 3-7720-1379-1).